# Bruckhausen (Hünxe)
Bruckhausen ist ein Ortsteil der Gemeinde Hünxe im Kreis Wesel am unteren Niederrhein in Nordrhein-Westfalen. Der Ortsteil war viele Jahre durch den Bergbau geprägt.

## Geografie

Lage von Bruckhausen in der Gemeinde Hünxe

Geographisch gesehen ist Bruckhausen ein eigenständiges Dorf, das rund 5 km nördlich von Dinslaken und 6 km südlich von Hünxe liegt, mit derzeit 4.004 Einwohnern. Die Fläche des Ortsteils beträgt 2011,7 ha. Durchflossen wird Bruckhausen vom Mühlenbach (im Volksmund auch Möllebeck genannt). Westlich der Siedlung befinden sich die durch Kiesarbeiten entstandenen Tenderingsseen. Östlich des Ortsteiles entstanden durch den Steinkohlebergbau der Zeche Lohberg Abraumhalden.

## Geschichte

### Bergarbeitersiedlung Brömmenkamp
Im Jahre 1953 wurde der erste Bauabschnitt der Bergarbeitersiedlung Brömmenkamp mit 84 Siedlerstellen fertig gestellt. In den folgenden Jahren kamen drei weitere Bauabschnitte hinzu, so dass diese Siedlung mit insgesamt 250 Siedlerstellen zur größten zusammenhängenden Bergarbeitersiedlung in NRW wurde. Als Eigenleistung erbrachten die siedelnden Bergleute jeweils 800 Arbeitsstunden.

## Infrastruktur

### Öffentliche Einrichtungen
Im Bildungsbereich besitzt Bruckhausen zwei Kindergärten und eine Grundschule, außerdem verschiedene Sportvereine.

### Gebäude
- Sehenswert sind der denkmalgeschützte Raashof Bruckhausen und das ebenfalls denkmalgeschützte Witte Hus Bruckhausen

### Vereinsleben
In Hünxe-Bruckhausen sind folgende Vereine ansässig
- TVB / Turnverein Bruckhausen e. V.(Turnen, Handball, Tennis, Windsurfen, Leichtathletik, Tischtennis, Breitensport, …)
- BSV Bruckhausen 1730 e. V. (Bürgerschützenverein Bruckhausen)
- Verein zur Förderung der Dorfgemeinschaft Bruckhausen e. V. (VFDB, Organisation des Möllebeckfests, Maibaumaufstellen, Martinszug und Christbaumschmücken)
- Reit- und Fahrverein Hünxe e. V.
- Golfclub Bruckmannshof e. V.
- BWJ Bruckhausen / Blau-Weiß-Jugendheim (Hobbyfußball seit 1974)

Zudem besitzt der Ortsteil Bruckhausen einen Standort der Freiwilligen Feuerwehr Hünxe, der aktuell mit einem Löschgruppenfahrzeug LF 16/12 und einem Tragkraftspritzenfahrzeug TSF ausgestattet ist. Die Freiwillige Feuerwehr wird von dem Förderverein 3F – „Freunde und Förderer der Feuerwehr e. V.“ unterstützt. Die aktuelle Mannschaftsstärke beträgt in etwa 30 aktive Mitglieder. Hinzu kommen etwa 10 Mitglieder der Ehrenabteilung.

### Feste und Feierlichkeiten
Folgende öffentliche Veranstaltungen finden jedes Jahr statt:
- Osterfeuer (Ostersonntag ab 17:00 Uhr, Sportplatz)
- Aufstellung des Maibaums (Danziger Platz)
- Schützenfest des BSV (Danziger Platz)
- Möllebeckfest (3. Samstag im September, Schulhof der Gemeinschaftsgrundschule „Am Dicken Stein“)
- Martinszug und Martinsfeuer (Dienstag nach St.-Martinstag ab 18 Uhr / Beginn am Danziger Platz endet am Sportplatz)[4]
- Rock am See – Tender – Benefiz Rockfestival (2. Samstag nach den Sommerferien, TVB Strandbad Tenderingssee)

### Verkehr
Bruckhausen ist durch die Schnellbuslinie 3 mit den Städten Dinslaken und Wesel sowie mit der Gemeinde Hünxe verbunden, aber auch mit der Linie 71 bzw. 75 der Verkehrsgemeinschaft Niederrhein ist Bruckhausen zu erreichen. In Dinslaken und Wesel besteht darüber hinaus Anschluss zum Nahverkehr der Deutschen Bahn.